# Libor Uher
Libor Uher (* 27. ledna 1971 Palkovice) je český horolezec, horský běžec žijící v Palkovicích. Dne 20. července 2007 v 13:45 SELČ jako druhý Čech v historii vystoupil na K2, druhou nejvyšší horu světa. Při sestupu z vrcholu měl problémy s dehydratací a omrznutím pravé ruky. Přežil pravděpodobně jen díky pomoci americké expedice. Sám se později vyjádřil, že na K2 se již nikdy nebude snažit vystoupit. V roce 2008 měl těžký pád ve Vysokých Tatrách na Gerlachovském štítu. O dva roky později dokázal během 12 dnů vystoupit na Gašerbrum II a Gašerbrum I. Je ženatý, má tři děti a mezi jeho koníčky patří extrémní sporty. Je členem reprezentačního teamu Tilak/Opavanet v Adventurerace a mistrem republiky v extrémním závodě jednotlivců Jesenický Tvrdák 2004 absolutně a v roce 2006 ve své kategorii. Od roku 2010 pořádá extrémní závod v Moravskoslezských Beskydech nazvaný Beskydská sedmička.
25. 7. 2014 vylezl na Broad Peak a stal se tak prvním českým horolezcem, který vystoupil na všechny čtyři nejvyšší vrcholy pohoří Karákoram, tedy pouze o den před Radkem Jarošem, který 26. 7. 2014 vylezl na K2 a vystoupil tak na všech 14 nejvyšších vrcholů Země včetně čtyř v Karákoramu.

## Úspěšné výstupy na osmitisícovky
- 2007 K2 (8 611 m n. m.) – Česenův pilíř (Baskydská cesta, JJV pilíř)[1][2]
- 2010 Gašerbrum II (8 035 m n. m.)
- 2010 Gašerbrum I (8 068 m n. m.)
- 2014 Broad Peak (8 047 m n. m.)

## Neúspěšné expedice
- 2016 Čo Oju, vedoucím expedice s nevidomým Janem Říhou byl Jan Trávníček, dosažená výška 7 500 m n. m.[3]